# Chlorella
Chlorella ist eine Gattung von Süßwasseralgen. Sie sind weit verbreitet.

## Beschreibung
Chlorella-Arten bilden kugelförmige, einzeln vorliegende Zellen und sind durch Chlorophyll a und b grün. Die Zellen sind mit 2 bis 10 µm Durchmesser sehr klein.
Die Zellwand dieser Algengattung besteht aus einem mehrschichtigen Cellulosegerüst, in das Schichten aus polymeren Kohlenwasserstoffketten eingelagert sind. Die Zellen enthalten einen einzelnen Chloroplasten und verstreut im Zytoplasma liegende Mitochondrien.
Die Vermehrung geschieht offenbar ausschließlich ungeschlechtlich, es wurde jedenfalls noch keine Gametenbildung beobachtet. Das Genom ist haploid.

## Systematik
Chlorella vulgaris ist die Typusart der Gattung Chlorella. Sie wurde 1889 von Martinus Willem Beijerinck bei Delft beschrieben und wird nun in offiziellen Stammsammlungen wie der Deutschen Sammlung von Mikroorganismen weitergezüchtet.
Die Gattung Chlorella ist keine monophyletische Verwandtschaftsgruppe. Wahrscheinlich handelt es sich sogar um eine polyphyletische Gattung, deren gemeinsame Merkmale durch konvergente Evolution entstanden sind. Die Monophylie der Gattung wird durch genetische Analysen klar widerlegt, zudem sind die verschiedenen Kladen und ihre Abgrenzung je nach Methode widersprüchlich und nicht stabil. In einer aktuellen Analyse kamen die Autoren im Jahr 2015 zu dem Schluss: „Inferring the phylogeny of Chlorella and allies is still a nightmare.“(Die Phylogenese von Chlorella und verwandten Arten zu erschließen, ist immer noch ein Albtraum)
In der Algaebase werden folgende Arten (Stand: April 2024) als „currently accepted taxonomically“ (derzeit taxonomisch anerkannt) gelistet (wobei es sich in einigen Fällen um dubiose und alte Namen handelt, die aber nie formal synonymisiert worden sind):
- Chlorella acuminata Gerneck
- Chlorella botryoides J.B.Petersen
- Chlorella colonialis C.Bock, Krienitz & Pröschold
- Chlorella conglomerata (Artari) Oltmanns
- Chlorella elongata (Hindák) C.Bock, Krienitz et Pröschold,
- Chlorella faginea (Gerneck) Wille
- Chlorella godinezii Beraldi, Cevallos & Chacón-Baca
- Chlorella heliozoae Pröschold & Darienko
- Chlorella infusionum Beijerinck
- Chlorella lewinii C.Bock, Krienitz & Pröschold
- Chlorella miniata (Kützing) Oltmanns
- Chlorella nocturna Shihira & R.W.Krauss
- Chlorella oocystoide Hindák
- Chlorella pachyderma Printz
- Chlorella peruviana G.Chacón
- Chlorella photophila Shihira & R.W.Krauss
- Chlorella pituita C.Bock, Krienitz & Pröschold
- Chlorella rotunda C.Bock, Krienitz & Pröschold
- Chlorella rugosa J.B.Petersen
- Chlorella salina Kufferath
- Chlorella singularis C.Bock, Krienitz & Pröschold
- Chlorella sorokiniana Shihira & R.W.Krauss
- Chlorella stigmatophora Butcher
- Chlorella terrestris H.Chae, H.-G.Choi & J.H.Kim
- Chlorella vannielii Shihira & R.W.Krauss
- Chlorella variabilis I.Shihira & R.W.Krauss
- Chlorella variegata Beijerinck
- Chlorella volutis C.Bock, Krienitz & Pröschold
- Chlorella vulgaris Beijerinck

Die aus biologischen Bodenkrusten der Wüste Negev isolierte Chlorella ohadii, angeblich die am schnellsten wachsende Grünalge, (Stand Januar 2022), ist in der Liste nicht enthalten, weil die Art, trotz zahlreicher wissenschaftlicher Publikationen darüber, nie formal wissenschaftlich beschrieben worden ist.

## Historisches
Bei Chlorella erforschte Melvin Calvin die Sekundärreaktion der Photosynthese, wofür er 1961 den Nobelpreis erhielt.

## Nutzung
Chlorella wird für die Herstellung von Lebensmitteln, Nahrungsergänzungsmitteln und Kosmetika verwendet. Seit dem Jahr 1999 existiert in Deutschland eine Produktionsanlage für Mikroalgen in Klötze/Altmark. In dieser wird die Alge in einem 500 km langen Glasröhrensystem kultiviert.

### Nahrungsergänzungsmittel
Werbeaussagen mit dem Tenor „volles Nährstoffspektrum an Vitaminen, Mineralstoffen, Eiweiß und Fettsäuren“ werden von den Überwachungsbehörden in Deutschland als irreführend eingestuft, da Nahrungsergänzungsmittel aus Algen nur wenige Nährstoffe in relevanten Mengen enthalten. Gleiches gilt für Aussagen, dass Chlorophyll für den Menschen ernährungsphysiologisch von Bedeutung sei. Zu möglichen Gesundheitseffekten finden sich nur vereinzelt klinische Studien mit geringer Teilnehmerzahl und Aussagekraft.
Gesundheitsgefährdend können Chlorella-Produkte sein, wenn diese polyzyklische aromatische Kohlenwasserstoffe (PAK) enthalten. Dies lässt sich auf eine schlechte Herstellungspraxis und insbesondere einer unsachgemäßen Trocknung der Zutaten zurückführen.

#### Vitamin B12
Untersuchungen des Vitamin B12-Gehalts verschiedener Chlorella-Produkte weisen darauf hin, dass diese das Vitamin nicht selbst hergestellt haben. Stattdessen wird dieses aus dem Kulturmedium aufgenommen, beispielsweise durch die vorhandene bakterielle Begleitflora, die Vitamin B12 synthetisieren kann. Dies erklärt, warum der Gehalt bei den untersuchten Proben erheblich schwankt (<0,1 μg bis etwa 415 μg bzw. nicht nachweisbar bis 446 µg pro 100 g Trockengewicht). Auch die Herstellungsprozesse der Produkte können sich auf den Gehalt auswirken (z. B. hohe Lichtempfindlichkeit der Vitamin B12-Vitamere). Außerdem sind die Gehaltsangaben nicht immer zuverlässig.
Ob das in den Produkten vorhandene Vitamin B12 für den Menschen bioverfügbar und nutzbar ist, ist nach Angaben in der Literatur nicht eindeutig. Es empfiehlt sich, mittels Flüssigchromatographie mit Massenspektrometrie-Kopplung mit Elektrospray-Ionisation der einzelnen Substanzen (LC/ESI-MS/MS) den Gehalt von Pseudovitamin B12 zuverlässig zu bestimmen. Beim klassischen mikrobiologischen Assay werden höchstwahrscheinlich die Angaben überschätzt.

## Parasiten
Chlorella wird parasitiert von obligat parasitären Bakterien der Gattung Vampirovibrio (Melainabacteria), nachweislich C. vulgaris und C. sorokiniana durch die Typusspezies V. chlorellavorus.

## Symbiosen
Eine Reihe wirbelloser Tiere, aber auch verschiedene Protisten, sind durch Endosymbionten grün gefärbt. Diese sind oft von Chlorella-artiger, einfach kugelförmiger Gestalt und werden daher oft pauschal „Zoochlorellen“ genannt. Ihre tatsächliche systematische Stellung war in den meisten Fällen vor Einführung genetischer Methoden nicht feststellbar. Heute ist klar, dass die Zoochlorellen selbst bei einzelnen Wirtsarten nicht immer derselben Algenart angehören müssen. So wurden bei dem grünen Süßwasserpolyp Hydra viridissima verschiedene Algen ganz unterschiedlicher systematischer Stellung nachgewiesen, darunter auch Chlorella (zu Chlorella vulgaris gehörig oder nahe verwandt dazu). Auch bei zwei im Süßwasser lebenden Strudelwürmern wurde der Endosymbiont als Chlorella vulgaris angegeben.